# Colonel Heeza Liar
Colonel Heeza Liar è una serie di cortometraggi d'animazione cinematografici muti. Fu la prima serie prodotta dalla Bray Productions tra il 1913-1917 e il periodo tra il 1922-1924, ideata dallo stesso John Randolph Bray.

## Trama e personaggi
La serie ha come protagonista il colonnello Heeza che si vanta delle sue avventure esagerando un po', da qui il nome "Liar", che in inglese significa "bugiardo".

## Innovazioni
La serie del Colonel Heeza Liar può essere considerata una delle prime (alcuni la indicano come prima) serie d'animazione con un personaggio fisso e una storia "base" che si ripete ad ogni episodio, praticamente era il prototipo delle moderne serie a cartoni animati, e cioè del cartone non più inteso come arte per stupire il pubblico (come lo erano i cartoni di Winsor McCay), ma un vero e proprio prodotto da produrre in sequenza in periodi stabiliti che aprì la strada ad altre serie d'animazione negli anni successivi che goderono di maggior successo come Krazy Kat, Mutt and Jeff, Out of the Inkwell e Felix the Cat.

## Filmografia

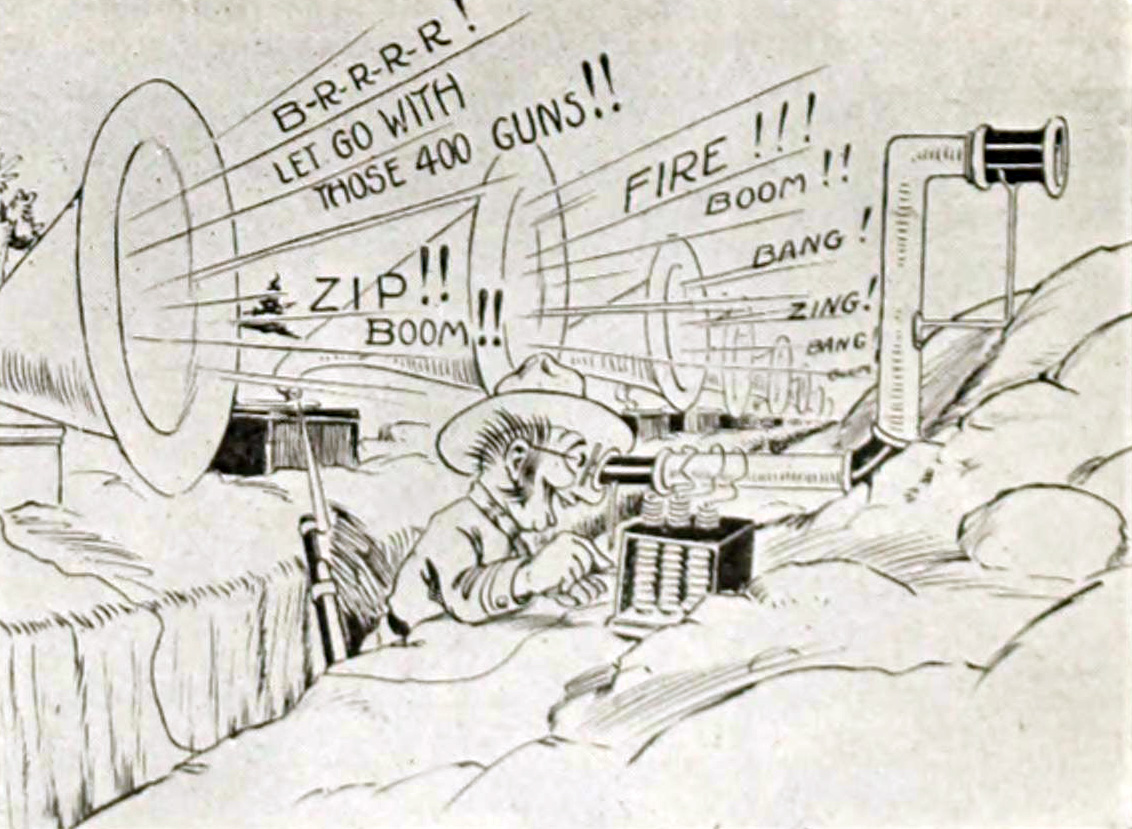
Colonel Heeza Liar and the Bandits (1916)

| Titolo                                             | Data di uscita |
| -------------------------------------------------- | -------------- |
| 1. Colonel Heeza Liar In Africa                    | 23/11/1913     |
| 2. Colonel Heeza Liar's African Hunt               | 10/01/1914     |
| 3. Colonel Heeza Liar Shipwrecked                  | 14/03/1914     |
| 4. Colonel Heeza Liar In Mexico                    | 18/04/1914     |
| 5. Colonel Heeza Liar, Farmer                      | 18/05/1914     |
| 6. Colonel Heeza Liar, Explorer                    | 15/08/1914     |
| 7. Colonel Heeza Liar In The Wilderness            | 26/09/1914     |
| 8. Colonel Heeza Liar, Naturalist                  | 24/10/1914     |
| 9. Colonel Heeza Liar, Ghost Breaker               | 06/02/1915     |
| 10. Colonel Heeza Liar In The Haunted Castle       | 20/02/1915     |
| 11. Colonel Heeza Liar Runs The Blockade           | 20/03/1915     |
| 12. Colonel Heeza Liar And The Torpedo             | 03/04/1915     |
| 13. Colonel Heeza Liar And The Zeppelin            | 10/04/1915     |
| 14. Colonel Heeza Liar Signs The Pledge            | 08/05/1915     |
| 15. Colonel Heeza Liar In The Trenches             | 13/05/1915     |
| 16. Colonel Heeza Liar at The Front                | 16/05/1915     |
| 17. Colonel Heeza Liar, Aviator                    | 22/05/1915     |
| 18. Colonel Heeza Liar Invents A New King Of Shell | 05/06/1915     |
| 19. Colonel Heeza Liar, Dog Fancier                | 10/07/1915     |
| 20. Colonel Heeza Liar Foils The Enemy             | 31/07/1915     |
| 21. Colonel Heeza Liar, War Dog                    | 21/08/1915     |
| 22. Colonel Heeza Liar at The Bat                  | 04/09/1915     |
| 23. Colonel Heeza Liar, Nature Faker               | 28/12/1915     |
| 24. Colonel Heeza Liar's Waterloo                  | 06/01/1916     |
| 25. Colonel Heeza Liar And The Pirates             | 05/03/1916     |
| 26. Colonel Heeza Liar Wins The Pennant            | 27/04/1916     |
| 27. Colonel Heeza Liar Captures Villa              | 25/05/1916     |
| 28. Colonel Heeza Liar And The Bandits             | 22/06/1916     |
| 29. Colonel Heeza Liar's Courtship                 | 20/07/1916     |
| 30. Colonel Heeza Liar On Strike                   | 17/08/1916     |
| 31. Colonel Heeza Liar Plays Hamlet                | 24/08/1916     |
| 32. Colonel Heeza Liar Bachelor Quarters           | 14/09/1916     |
| 33. Colonel Heeza Liar Gets Married                | 11/10/1916     |
| 34. Colonel Heeza Liar, Hobo                       | 15/11/1916     |
| 35. Colonel Heeza Liar at The Vaudeville Show      | 21/12/1916     |
| 36. Colonel Heeza Liar On The Jump                 | 04/02/1917     |
| 37. Colonel Heeza Liar, Spy Dodger                 | 19/03/1917     |
| 38. Colonel Heeza Liar's Temperance Lecture        | 20/08/1917     |
| 39. Colonel Heeza Liar's Treasure Island           | 17/12/1922     |
| 40. Colonel Heeza Liar And The Ghost               | 14/01/1923     |
| 41. Colonel Heeza Liar, Detective                  | 01/02/1923     |
| 42. Colonel Heeza Liar's Burglar                   | 11/03/1923     |
| 43. Colonel Heeza Liar In The African Jungles      | 03/06/1923     |
| 44. Colonel Heeza Liar In Uncle Tom's Cabin        | 08/07/1923     |
| 45. Colonel Heeza Liar's Vacation                  | 05/08/1923     |
| 46. Colonel Heeza Liar's Forbidden Fruit           | 01/11/1923     |
| 47. Colonel Heeza Liar, Strikebreaker              | 01/12/1923     |
| 48. Colonel Heeza Liar's Mysterious Case           | 01/02/1924     |
| 49. Colonel Heeza Liar's Ancestor                  | 01/03/1924     |
| 50. Colonel Heeza Liar's Knighthood                | 01/04/ 1924    |
| 51. Colonel Heeza Liar, Sky Pilot                  | 01/05/1924     |
| 52. Colonel Heeza Liar, Daredevil                  | 01/06/1924     |
| 53. Colonel Heeza Liar's Horseplay                 | 01/07/1924     |
| 54. Colonel Heeza Liar, Cave Man                   | 01/08/1924     |
| 55. Colonel Heeza Liar, Bull Thrower               | 01/09/1924     |
| 56. Colonel Heeza Liar The Lyin' Tamer             | 01/10/1924     |
| 57. Colonel Heeza Liar's Romance                   | 01/11/1924     |
| 58. Colonel Heeza Liar, Nature Faker               | 01/12/1924     |